# Manuripia
Manuripia là một chi nấm trong họ Marasmiaceae of mushrooms. Đây là chi đơn loài, chứa một loài Manuripia bifida, được tìm thấy ở Nam Mỹ.